# Estero Canela
El estero Canela es un curso natural de agua que nace al norte del poblado homónimo, fluye en dirección general sur por 58 km y desemboca en el río Choapa en la parte costera de la Región de Coquimbo.

## Trayecto
Se puede dividir su trayecto en dos partes, un recorrido este-oeste, en el cual recibe los aportes de los rios Llano Largo, Los Coligues y Espíritu Santo; y el segundo con una orientación N-S posiblemente en subsidencia del cuerpo intrusivo jurásico de la Unidad Puerto Oscuro. En su recorrido final recibe las aguas de la quebrada Agua Fría.

## Caudal y régimen
En tiempos de lluvia puede alcanzar un caudal de hasta 3 m³/s.
Tiene un régimen pluvial, pero en sus periodos de estiaje su caudal es prácticamente nulo. 

## Historia
Francisco Solano Asta-Buruaga y Cienfuegos escribió en 1899 en su obra póstuma Diccionario Geográfico de la República de Chile sobre el poblado y su estero:
Canela.-—Aldea del departamento de Illapel, situada por los 31° 26' Lat. y 71° 28' Lon. á unos 45 kilómetros al NO. de la ciudad capital y 16 hacia el N. de la aldea de Mincha. Está asentada en la ladera de una quebrada por donde corre un corto riachuelo de su nombre, que se dirige hacia el S. á desembocar en la derecha del río Chuapa por el lado occidental de esa aldea, cuya denominación, así como la de Huinchigualleo, toman también el riachuelo y la quebrada en esta parte. Contiene 600 habitantes, una iglesia, escuela primaria gratuita y oficinas de registro civil y de correo. Á mediados del siglo anterior y hasta entrado el presente se extrajo de los derrames inmediatos bastante oro en polvo, lo que dió origen á esta población. Tiene cercano otro caserío, llamado Canela Alta, situado en la parte superior de la misma quebrada y de una población casi igual y de formación más reciente. En los contornos de estos pueblos no faltan cultivos y se trabajan minas de cobre.
Luis Risopatrón lo describe en su Diccionario Jeográfico de Chile: 132 
Canela (Estero de la) 31° 27' 71° 27'. Es de corto caudal, baña algunos cultivos, corre hacia el S en una quebrada en que se trabajan minas de cobre i se vácia en la márjen N del curso inferior del rio Choapa, a corta distancia al W de Mincha. 66, p. 227; 129; i 156; rio en 63, p. 147; i riachuelo en 62, II, p. 269; i 155, p. 113.